# پافنولول
پافنولول (انگلیسی: Pafenolol) یک آنتاگونیست گیرنده بتا آدرنرژیک است.